# Associação Esportiva Caxiense
A Associação Esportiva Caxiense é um clube brasileiro de futebol, sediado na cidade de Caxias, no estado do Maranhão. Suas cores são vermelho e branco. O clube está licenciado desde 2004.
O clube participou do Campeonato Brasileiro - Série C em 1996 e 2003, embora tenha abandonado o campeonato de 1996 com o torneio já em andamento.

## Ranking da CBF
- Posição: 255º
- Pontuação: 3 pontos

Ranking criado pela Confederação Brasileira de Futebol que pontua todos os times do Brasil.